# Nike Run Taipei
Nike Run Taipei（譯：Nike台北路跑），是由中華民國路跑協會主辦，Nike冠名贊助的一個路跑活動，前身是以推廣休閒路跑為主的「Nike 5K Run（譯：Nike五公里休閒路跑）」。
在第一屆舉辦時，是隸屬於台北國際國道馬拉松比賽的一個休閒路跑組別。當時，Nike為了評估其贊助效益與各分組參與比例，故將第一屆的5K Run與國道馬拉松同時進行，名稱為「Nike Just Run」。
由於2004年的「Nike Just Run」吸引近五千人參與，因此，為了因應休閒路跑的需求，中華民國路跑協會與Nike協議，在2005年（第二屆）起，將該活動獨立於每年年初舉辦，並且在活動前一個月與ING台北國際馬拉松比賽中，進行相關的路跑訓練活動。
而在第五屆進行前，為了要鼓勵專業跑者的參與，除了保留原有的休閒路跑，並在比賽前夕，邀請多位馬拉松界的名將，進行慢跑訓練與教學，更設立競賽組，採用冠軍晶片作為競賽計時系統，也因為規模的轉變，使得「Nike 5K Run」變成眾所皆知的「Nike Run Taipei」。

## 相關活動

### 路跑訓練班
自2004年的年底開始，配合ING台北國際馬拉松比賽的Fun Run組而實施的一個項目，邀請台灣地區長跑比賽好手向初學者（入門者）介紹相關的訓練課程，包括各類型的中距離跑步、訓練法、運動傷害防護…等。地點則是在台北市立體育學院或是台灣大學的田徑場。
而參與此項小型訓練活動的跑者，除了入門者以外，也會有一些慢跑小團隊或是學校代表參與，通常現場講師對於某小部分領域無法解答時，現場的專業跑者也會適當地協助解答。

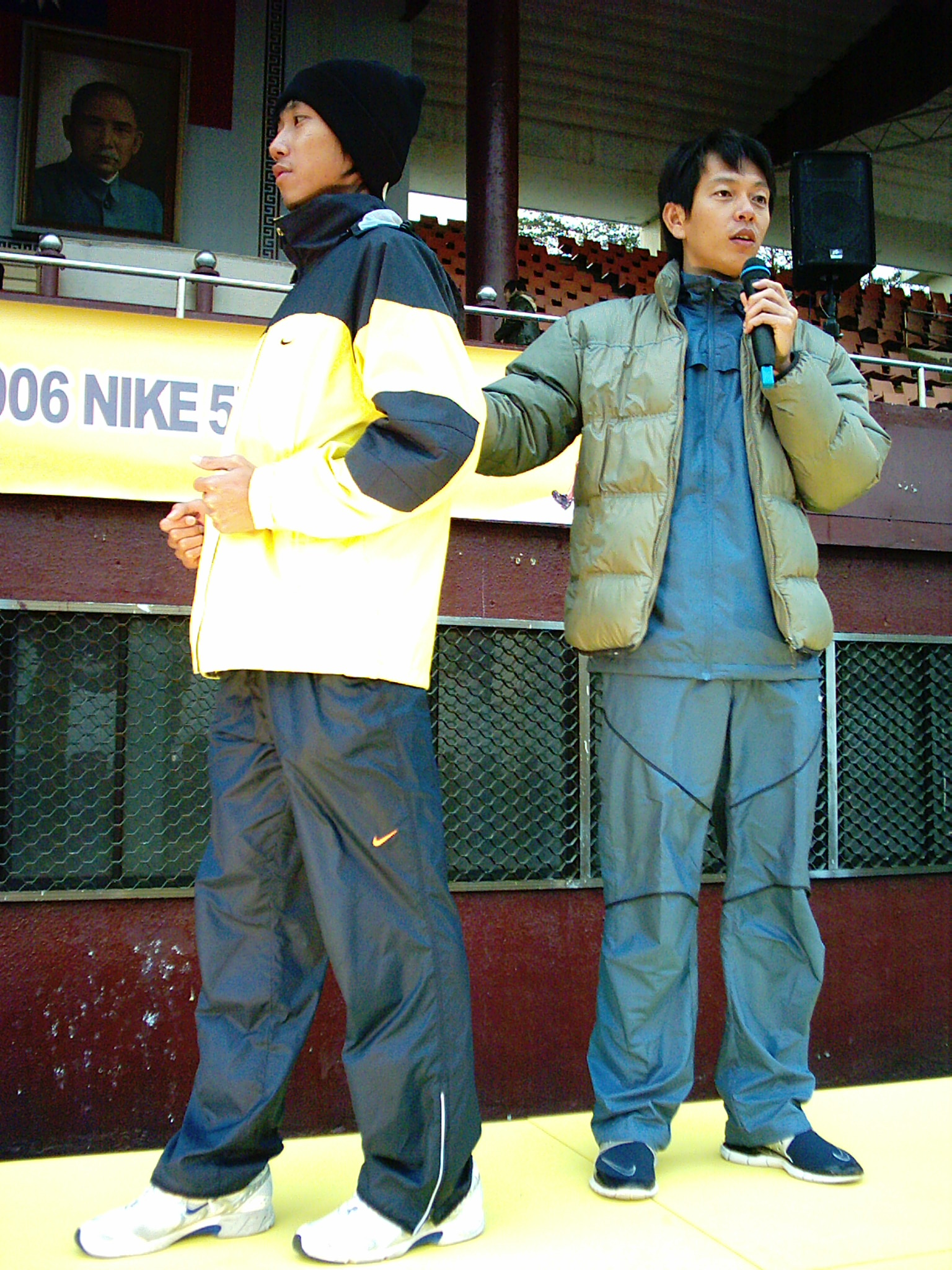
在Nike五公里休閒路跑的訓練活動中，現場的講師（右）告知參與訓練活動的跑者，正確的跑步方式。

而在2006年部分，由於冠名贊助單位Nike將附屬活動火力移往網路，故實體部分則改為「團體申請」模式進行，而參與團體訓練的單位，則包括台北市立葫蘆國小、Yahoo!交友社群網站等。
2007年，為了要擴展專業路跑的族群，因此再度回到原本的開放參與模式，並依照各種路線設計的差異，改以一週兩次訓練的方式，進行路跑訓練的活動。

## Nike五公里校園團體路跑賽
此項比賽是在2005年第九屆台北國際國道馬拉松比賽時進行，英文名稱為「Nike 5K Campus Run」，僅限學校代表隊透過各校體育室報名參賽，並非屬於此休閒路跑之正式活動之一，當時舉辦此項比賽的主要目的，是為了要鼓勵一般學校代表隊（非甲組選手）的參與，藉由此項比賽來發揮團隊合作精神。
而比賽成績之計算，則是以該團隊的成員所跑出的成績平均後，決定優秀學校代表隊落誰家。

## 活動特色

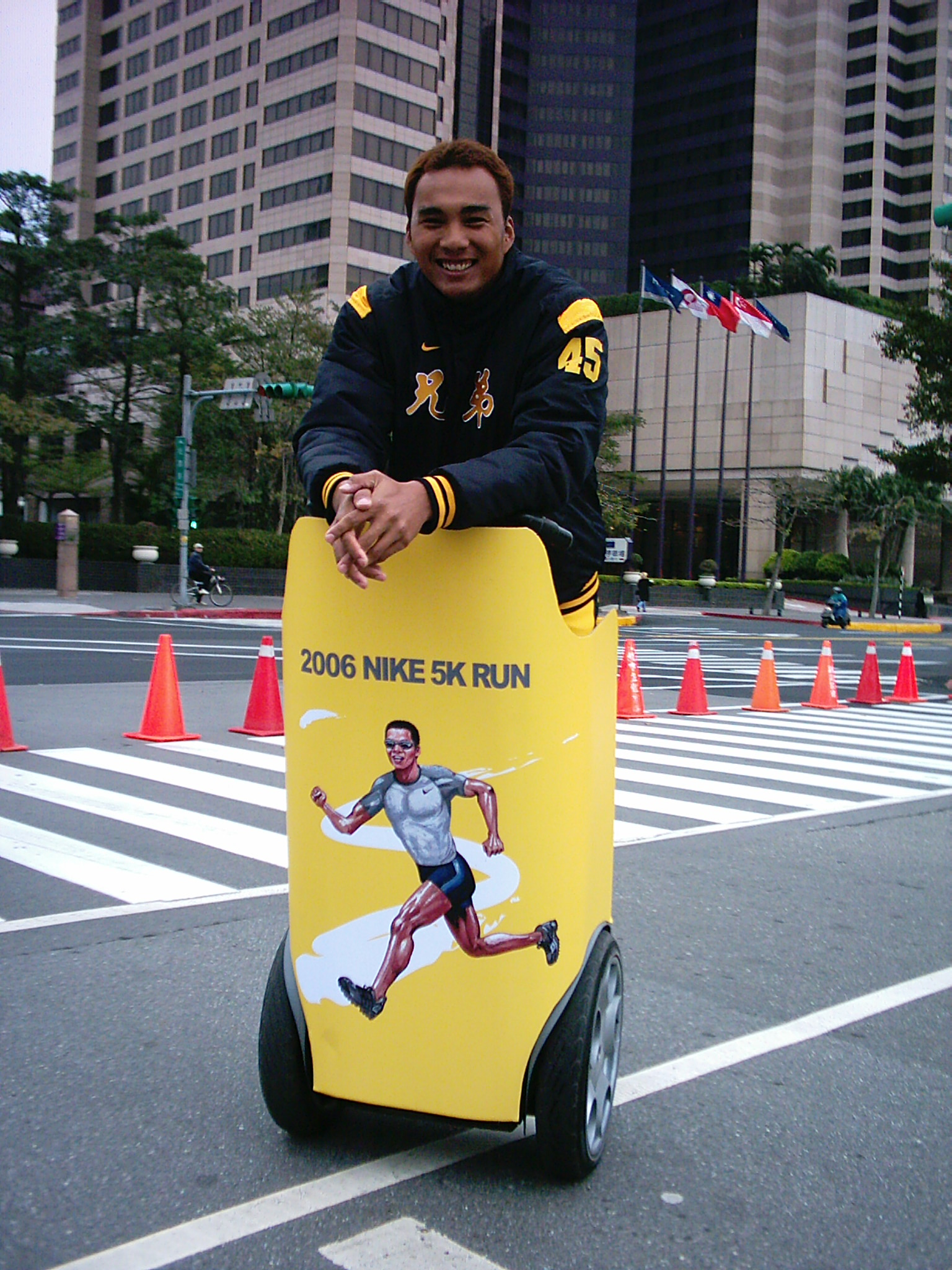
中華職棒兄弟象棒球隊投手劉俊男騎乘大會專屬的賽格威腳踏車為參與的跑者加油
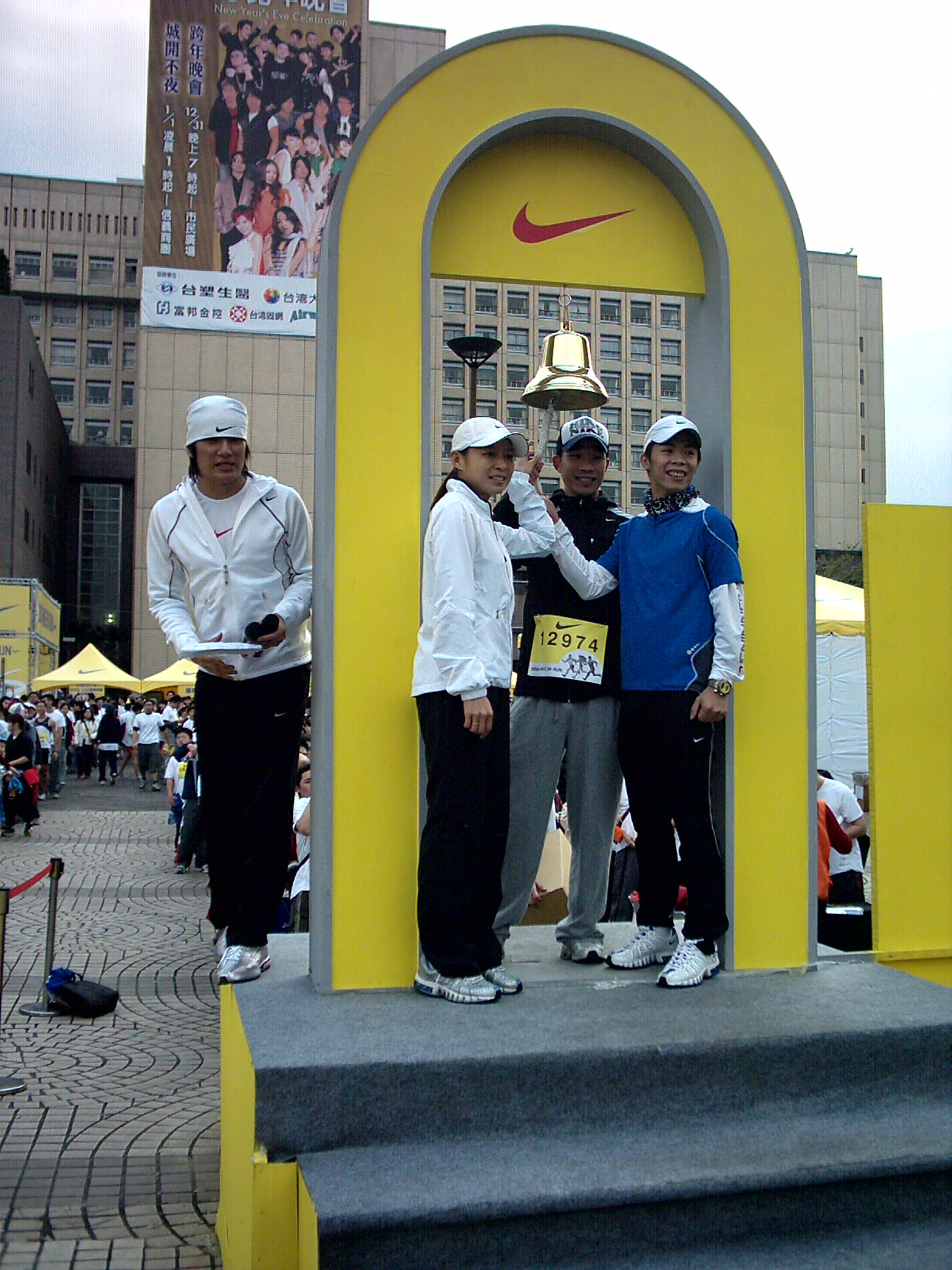
台灣馬拉松選手許玉芳（1974年，中左）、吳文騫（中右）、林義傑（右）共同敲下許願鐘
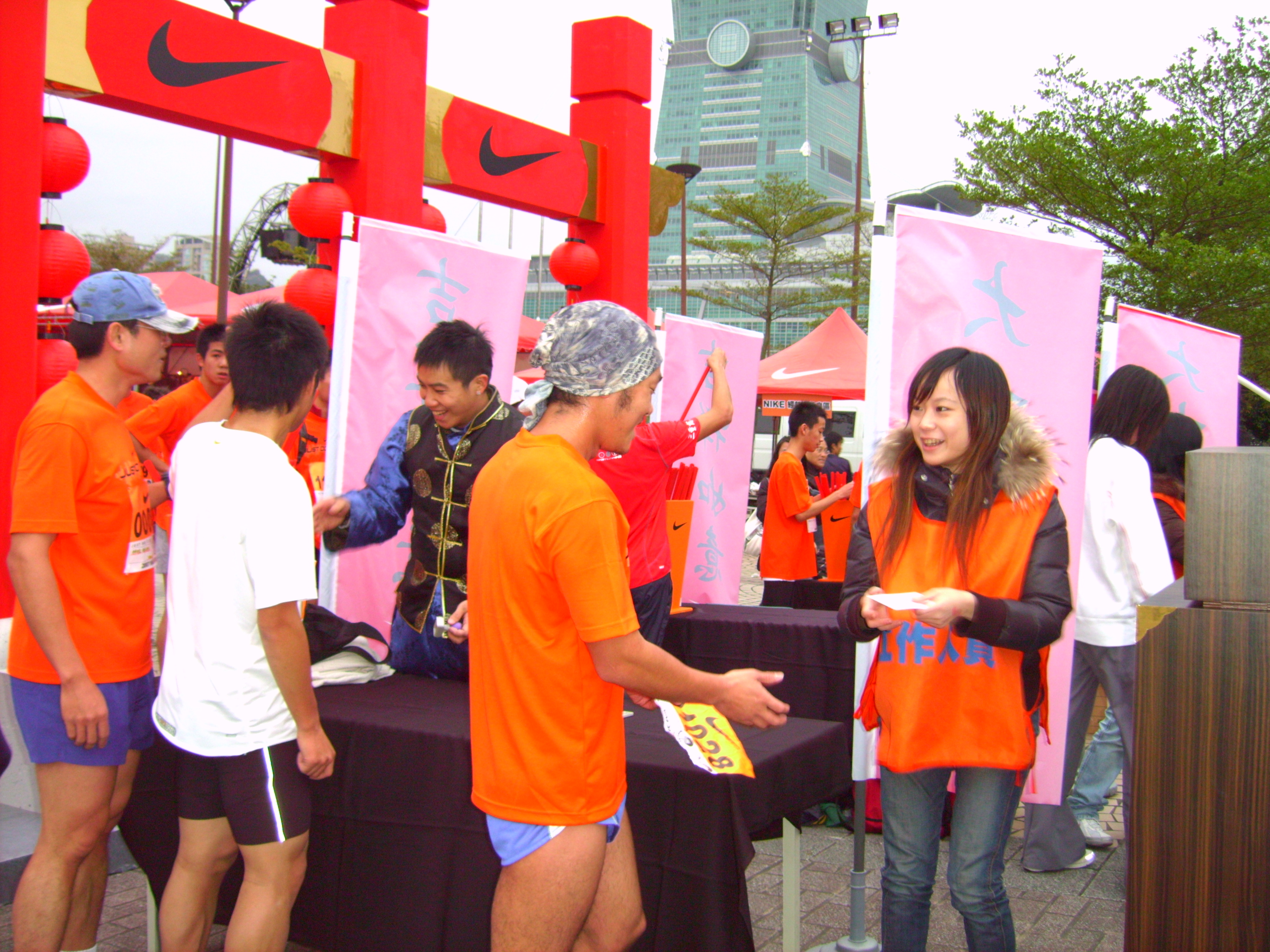
跑者完賽後，只要任意抽一根籤，就可隨機獲得有簽名與激勵語錄的書籤
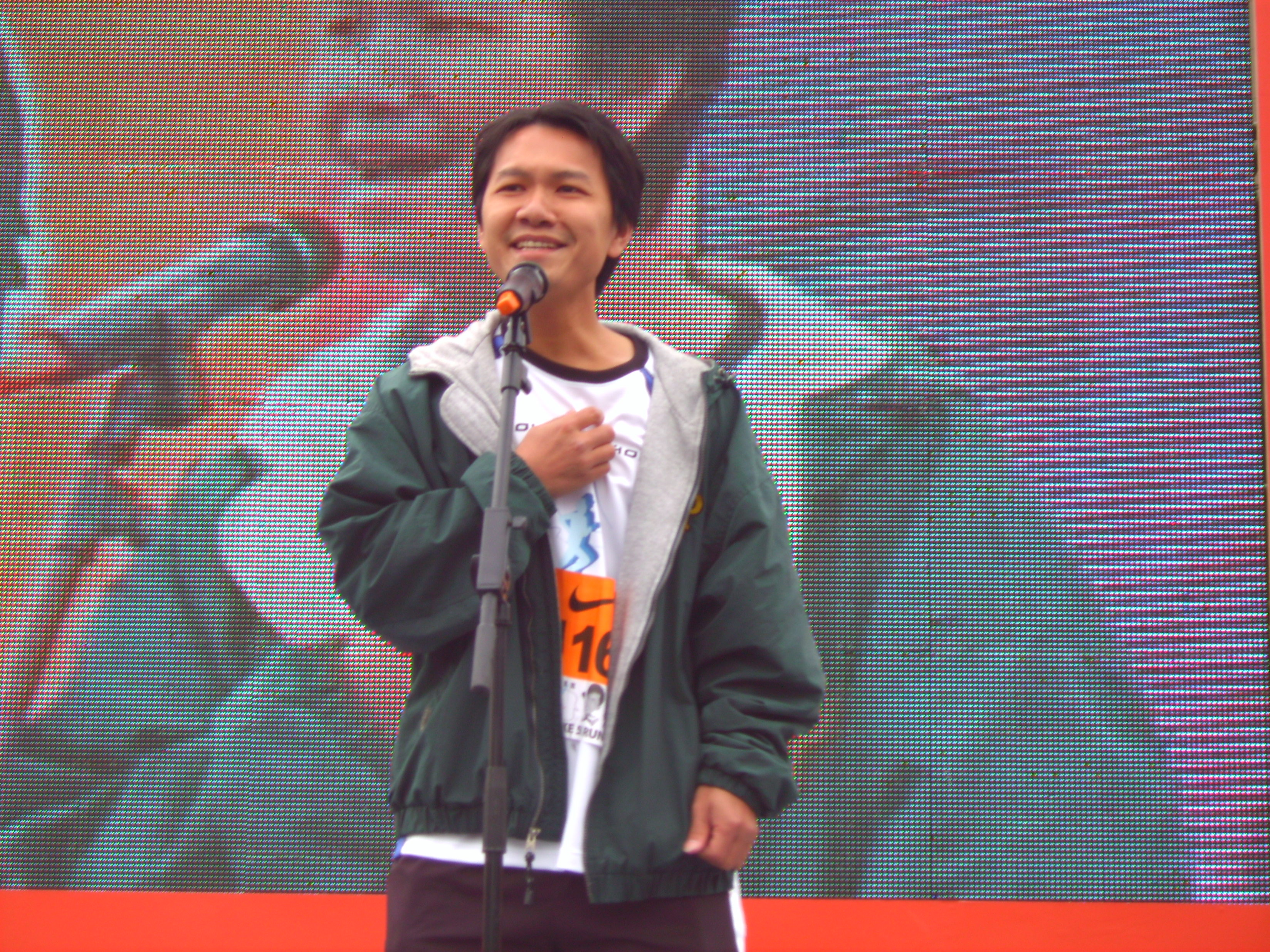
在Nike五公里休閒路跑中，設置的吶喊台

- 2006年
  - 主辦單位邀請籃球選手陳志忠、楊哲宜、陳信安、棒球選手劉俊男、馮勝賢、莊宏亮騎乘「賽格威」，替參與的跑者助陣。[2]
  - 「希望許願鐘」區域：讓完成活動的跑者可以許下自己的心願，這是仿日本式的祈福做法。
  - 首度設置「完跑攝影區」：提供參與活動的跑者一個拍照留念的機會，每個完成攝影的跑者都會收到主辦單位提供的紀念相框。
- 2007年
  - 協力車加油團：Nike邀請兄弟象隊球員與裕隆籃球隊球員騎乘四人協力車，為現場參與的跑者加油。
  - 「Just Do It 吉利籤」區域：完跑的跑者抽到的籤，會決定拿到的紀念祈福書籤的型式，而每一款祈福書籤，都會有不同選手的激勵語錄在上面。
  - 「Just Do It 吶喊台」區域：邀請參與的跑者親臨舞台區吶喊新年宣言，此活動有限定參與的現場報名人數。

## 特殊紀錄

### 廣告獲獎紀錄
- 2006年：天下雜誌「第五屆『e時代行銷王』」最佳品牌形象獎。第三屆（2006年）的網路活動主題為「路跑城市」，利用生活情境和城市氛圍，結合品牌精神，加上知名旅美棒球好手王建民、超級馬拉松選手林義傑、以及蘿拉等三個角色的虛擬形象設計，以吸收跑者心態作為網路訓練的一種模式，貼近生活與實際面，是當年評審團給獎的關鍵，當時負責設計網路活動的單位是橘子磨坊國際有限公司。[3]

## 品質問題

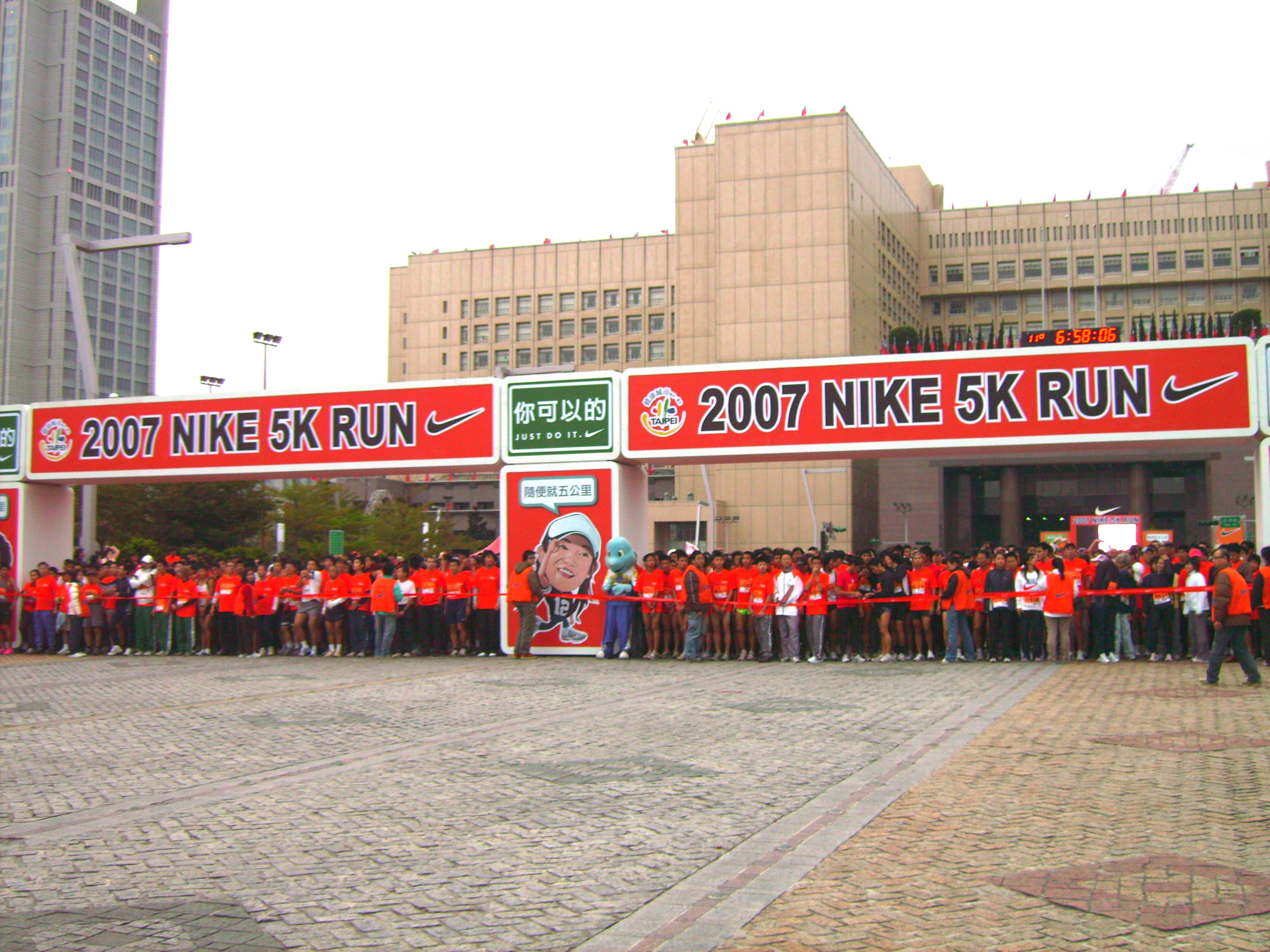
在2007年Nike五公里休閒路跑中，眾多跑者蓄勢待發，但也有可能會引發起跑的混亂

由於Nike Run Taipei是從2005年開始，移到台北市政府週邊道路進行，再加上報名人數每年逐漸提升，使得起跑時，曾一度發生混亂之狀況，甚至還有參與的跑者必須等交通管制後才能繼續路跑的活動，進而導致終點前，跑者必須排隊進終點狀況，這些細節問題，未來也是主辦單位和台北市政府交通局必須注意的地方。